# Pàtron (casa editrice)
Pàtron è una casa editrice italiana fondata a Bologna nel 1925.

## Storia
Fin dalle origini la casa editrice, nata col nome di "Grafolito", ha collaborato con il mondo universitario e con la ricerca scientifica. Il catalogo, grazie all'opera  del fondatore prof. Angelo Riccardo Patron, ha fin dal 1928 seguito in modo costante le evoluzioni dell'universo accademico.

## Collane
Tra le collane prodotte si ricordano quelle dirette da  Italo Mariotti, Alfonso Traina, Sergio Campailla, Mario Pazzaglia in ambito umanistico; da Piero Dagradi e Roberto Bernardi in ambito geografico; da Luigi Giardini in ambito agrario e da Francesco Iliceto e Ettore Funaioli in ambito ingegneristico.